# ايفان نوفوسيلتسيف
ايفان نوفوسيلتسيف (بالروسية: Иван Евгеньевич Новосельцев)‏ (25 أغسطس 1991 روسيا - ) هو لاعب كرة قدم روسي، يلعب كمدافع.

## وصلات خارجية
ايفان نوفوسيلتسيف على موقع قاعدة بيانات كرة القدم.إي يو (الإنجليزية)
- ايفان نوفوسيلتسيف على موقع ناشيونال فوتبول تيمز (الإنجليزية)
- ايفان نوفوسيلتسيف على موقع Soccerway.com (الإنجليزية)
- ايفان نوفوسيلتسيف على موقع عالم كرة القدم.نت (الإنجليزية)
- ايفان نوفوسيلتسيف على موقع AS.com (الإسبانية)